# Liên Giang, Phúc Châu
Liên Giang  (tiếng Trung: 连江县, Hán Việt: Liên Giang huyện) là một huyện thuộc thành phố Phúc Châu, tỉnh Phúc Kiến, Trung Quốc. Một quần đảo nằm gần huyện này là quần đảo Mã Tổ (Matsu) thuộc huyện Liên Giang của Trung Hoa Dân quốc. Do đó, huyện này có hai chính quyền khác nhau. Huyện Liên Giang có 16 trấn và 6 hương. Phần diện tích Cộng hòa Nhân dân Trung Hoa quản lý là 1168,1 km2, dân số 620.000 người, 14 trấn, 7 hương